# Pierre de la Hauberie

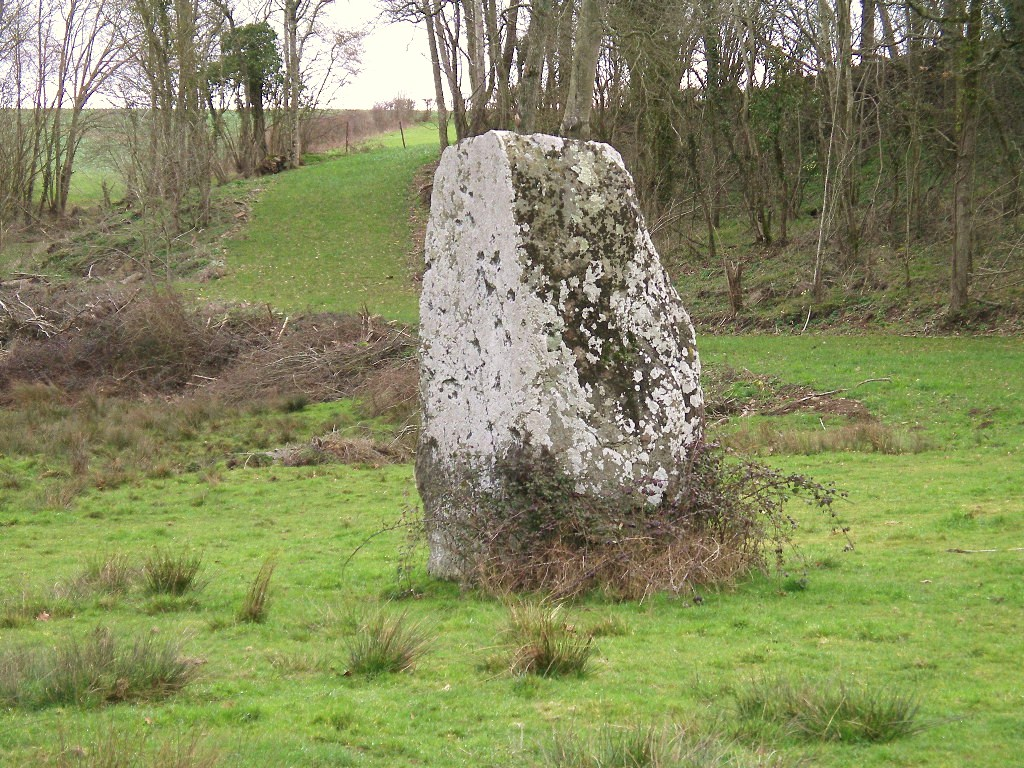
Pierre de la Hauberie

Der Menhir Pierre de la Hauberie (auch Pierre de la Hoberie oder Pierre de la Robine genannt) steht in der Mulde eines kleinen bewaldeten Tals am Bach Leffard in der Nähe des Bauernhofs Hauberie, südwestlich von Ussy, bei Potigny im Département Calvados in der Normandie in Frankreich. 
Das Wort „hober“ bedeutet „rühren, heben, bewegen, Orte wechseln“. Die Überlieferung sagt, der Stein bewege sich oder wechsele den Platz. Der Stein ist über 3,1 m hoch. In der Nähe steht der Menhir Pierre du Pôt und im nahen Villers-Canivet liegt der Menhir von Grurie.
Der Menhir ist seit 1945 als Monument historique registriert.